# MUD1
MUD1 est un jeu vidéo de type multi-user dungeon développé par Roy Trubshaw et Richard Bartle, sorti en 1978. Il a pour suite MUD2. Il s'agit du premier monde virtuel.